# Бондуровка (Немировский район)
Бонду́ровка (укр. Бондурівка) — село на Украине, находится в Немировском районе Винницкой области.
Код КОАТУУ — 0523080601. Население по переписи 2001 года составляет 328 человек. Почтовый индекс — 22832. Телефонный код — 4331.
Занимает площадь 1,422 км².
В селе родился Герой Советского Союза Фома Малык.

## Адрес местного совета
22832, Винницкая область, Немировский р-н, с. Бондуровка